# Beetgumermolen
Beetgumermolen (officieel, Fries: Bitgummole) is een dorp in de gemeente Waadhoeke, in de Nederlandse provincie Friesland. De plaats ligt tussen Beetgum en Leeuwarden. De dorpen Beetgum, Beetgumermolen en Engelum vormen een gemeenschap met een aantal gezamenlijke faciliteiten. 
Tot 1963 was Beetgumermolen een buurtschap van Beetgum. In 2023 telde het dorp 935 inwoners. Langs het dorp loopt de Beetgumervaart.

## Geschiedenis
Beetgumermolen is ontstaan bij de korenmolen die de bewoners van de stins Groot Terhorne in de 16e eeuw hebben laten bouwen bij de voormalige zeedijk. De nieuwe plaats werd in 1622 Beetgumer Meulen genoemd en in 1664 By de Molen en in 1718 Bij de Molen en Dijksterhuizen. 
De plaats groeide in de 19e eeuw uit tot een 'streekdorp' Na de Tweede Wereldoorlog groeide Beetgumermolen verder, zowel in zuidelijke als zuidoostelijke richting. Het bleef echter nog enige tijd een 'buurtschap' van Beetgum.
Aanvankelijk was de bebouwing geconcentreerd op de Skrédyk, een stuk Middelzeedijk dat als doorgaande weg van Leeuwarden naar Berlikum fungeerde. Later werd ook langs andere verbindingswegen gebouwd en na de jaren vijftig kwam er steeds meer bebouwing tussen deze verbindingswegen. Een echt centrum heeft Beetgumermolen nooit gehad.
In 1957 werd 'Plaatselijk Belang Beetgumermolen' opgericht, sinds 1998 'Pleatslik Belang Bitgummole'. Beetgumermolen kreeg in 1963 de dorpsstatus.

### Bewonersontwikkeling
Het dorp was sterk op de landbouw georiënteerd en had een veiling en een landbouwschool. Sinds de tweede helft van de twintigste eeuw wonen er veel forenzen die hun werk hebben in de dienstensector in Leeuwarden.

## Kerk
De Gereformeerde kerk van Beetgumermolen dateert uit 1925, net als de naast gelegen pastorie. De kerk is een rijksmonument.

## Onderwijs
Basisschool de Frije Fûgel ontstond in 2023 uit een fusie tussen de openbare Martenaskoalle en de christelijke Mooitaki. De school is bedoeld voor kinderen uit Beetgum, Beetgumermolen en Engelum.

## Sport
Het dorp Beetgum kent sinds 1949 de voetbalvereniging VV Beetgum. Het veld daarvan ligt feitelijk op het grondgebied van Beetgumermolen en vormt zo ook de voetbalclub voor dat dorp.

## Cultuur
De Feestvereniging De Maeyebeam organiseert veel activiteiten in de dorpen Beetgum, Beetgumermolen en Engelum. In het dorp liggen twee Stolpersteine ter herinnering aan in de Tweede Wereldoorlog weggevoerde Joden.

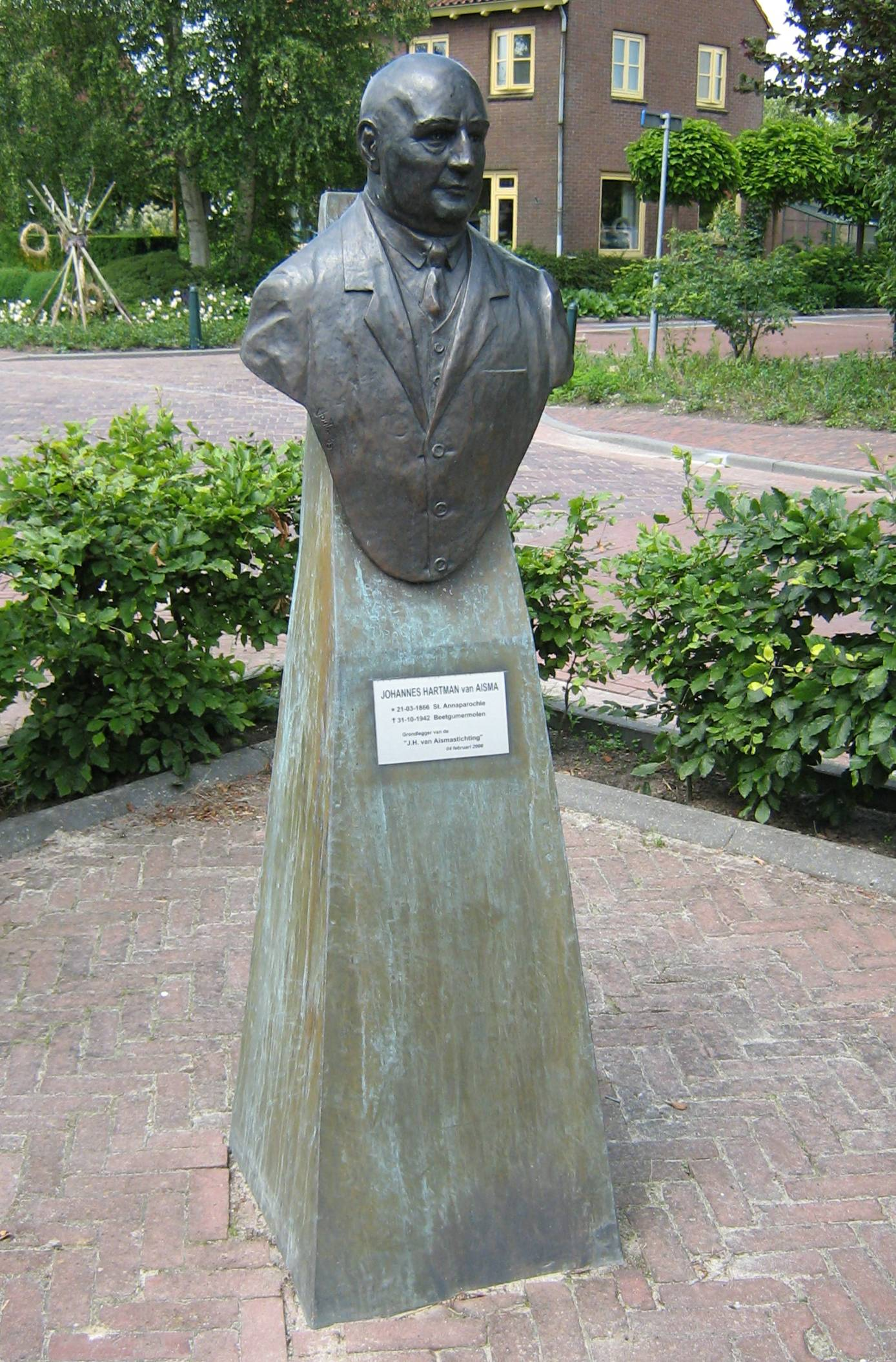
Buste van Johannes Hartman van Aisma, gemaakt door Hans Jouta
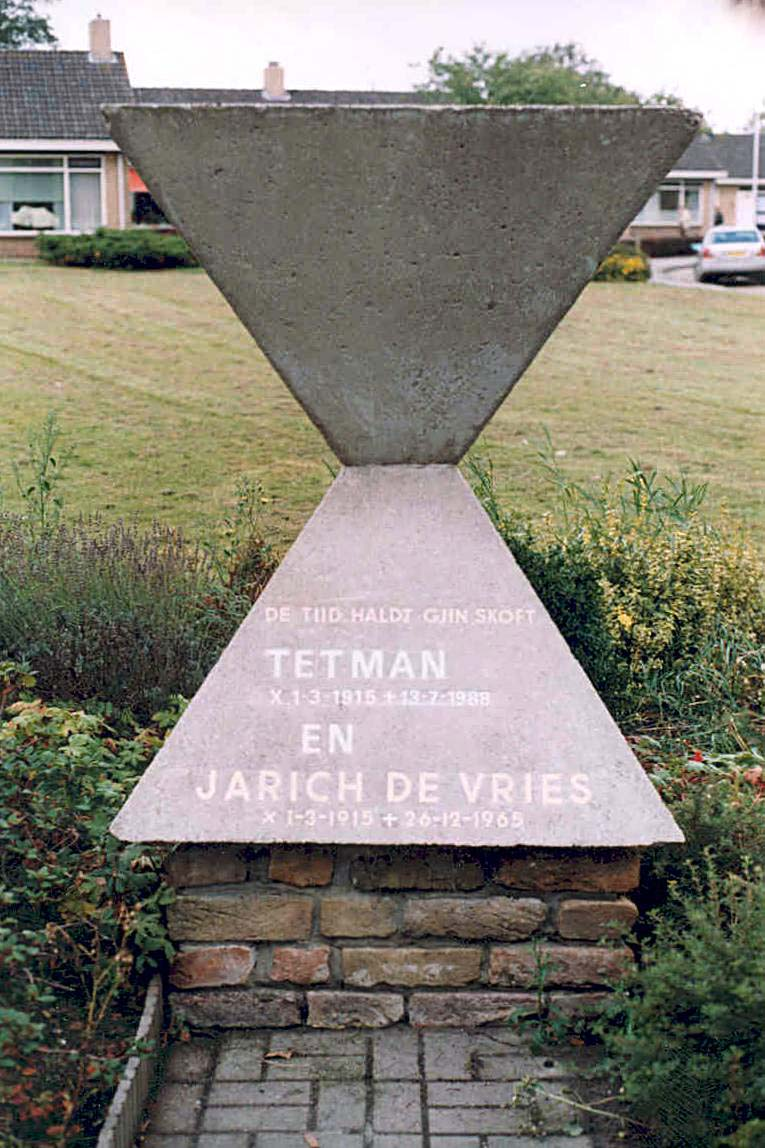
De tiid hâldt gjin skoft van Meinte Walta

## Geboren in Beetgumermolen
- Hielke van der Heide (1919-1944), verzetsstrijder
- Berend Nauta, (1906-1988), politicus
- Jannewietske de Vries (1961), politicus